# قائمة ألعاب إيدوس إنترأكتيف
- توتال وفيردوس
- باتمان: أركام أسايلم
- المغاوير: خلف خطوط العدو
- المغاوير 2: رجال الشجاعة
- المغاوير 3: الوجهة برلين
- المغاوير: القوة الضاربة
- ديفيند أوبس
- قتال القوة
- فاينل فانتازي VII
- قتال القوة 2
- هيتمان: كودنايم 47
- هيتمان 2: سايلنت أساسين
- هيتمان: كونتراكتز
- هيتمان: بلود موني
- كاين آند لينش: ديد من
- نينجا:شادو أف داركنس
- مشروع آي جي آي : أنا ذاهب
- ريزدنت إيفل كود: فيرونكا
- ريزدنت إيفل 3: نمسيس
- شال شاك :بلود تريلز
- شال شاك :نام '67
- تيست درايف أوف-رود
- ذا ميس أدفنتشر أوف تران بون
- تومب رايدر
- تومب رايدر 2
- تومب رايدر ثلاثة
- تومب رايدر: ذا لاست ريفيلايشن
- تومب رايدر: ذا أينجل أوف داركنس
- تومب رايدر: ليجند
- تومب رايدر: أندر ورلد
- واي أوف ذا ساموراي